# Обсерватория Балдоне
Обсерватория Балдоне — государственная астрономическая обсерватория, расположенная в 5 км от города Балдоне (в 38 км от Риги), Балдонский край, Латвия. Принадлежит министерству образования и науки Латвии, научное руководство осуществляется Астрономическим институтом Латвийского университета. В советское время обсерватория носила название Радиоастрофизическая обсерватория Академии наук Латвийской ССР. Организована в 1967 году на основе Астрофизической лаборатории АН Латвийской ССР.

## История обсерватории
В 1957 году группа астрономов из АН СССР исследовала холмы района Балдоне на возможность установки тут обсерватории. Было сделано экспертное заключение о пригодности данного места для строительства. Вначале были построены 4 павильона, а в 1959 году был установлен первый инструмент, на тот момент крупнейший астрономический телескоп в Латвии с 20 см апертурой. На него в скором времени был установлен советский электрофотометр (всего было передано обсерватории 2 электрофотометра). Первыми тематиками работы обсерватории стали углеродные звезды, радионаблюдения искусственных спутников Земли и Солнца, а также служба точного времени. Это была единственная обсерватория в СССР, которая занималась изучением красных гигантов со сравнительно низкой температурой (от 1500 до 3000 градусов по Кельвину), разрежённой атмосферой и высоким содержанием углерода, циркония и титана, спектрального класса М. В 1964 году начались переговоры с фирмой «Карл Цейс» (ГДР) о возможности покупки камеры Шмидта. Ещё один аналогичный инструмент в СССР был заказан для Бюраканской обсерватории (Армения). В марте 1965 года телескоп был доставлен в обсерваторию. Это была камера Шмидта с диаметром зеркала 120 см, диаметр коррекционной пластины — 80 см, фокусное расстояние — 240 см, поле зрения 5×5 градусов. Телескоп был установлен в 1966 году, а первый свет был получен в ночь с 7 на 8 декабря. В 2005 году было проведено обновление покрытия зеркала камеры Шмидта. В 2006 году съемка на фотопластинках была заменена на ПЗС-камеру. По состоянию на 2010 год в обсерватории работал только телескоп Шмидта. В 2007—2013 годах реализуется программа оцифровки стеклотеки обсерватории с созданием виртуальной обсерватории (общий доступ к данным через сеть Интернет).

## Руководители обсерватории
- Основатель обсерватории — Янис Икауниекс[1][2]
- сейчас[когда?] — доктор физики Илгмарс Эглитис

## Инструменты обсерватории
- 20-см телескоп (D = 20 см, 1959 год) с электрофотометром
- Камера Шмидта (D = 1.2/0.8 м, F = 2.4 м, Цейс, 1966 год) + SBIG ST-10XME (поле зрения 21×14 угл. мин.)
- Два 55-см рефлектора системы Кассегрена (ЛОМО) с электрофотометрами
- SLR LS-105 телескоп системы Кассегрена-Кудэ с лазерным дальномером (D = 105 см, F = 11,6 м, июль 2006 года)[3][4]
- стационарный радиотелескоп (S=80 м², 1959 год)
- полноповоротный радиотелескоп с диаметром параболической антенны 10 м для наблюдений Солнца (1965 год)
- камера отслеживания и фотофиксации с земли полётов космических аппаратов серии «Спутник» (1959 год)[5]

## Направления исследований
- фотометрические и спектральные исследования звёзд поздних спектральных классов (углеродные звезды)
- радиоизлучение Солнца в дециметровом и сантиметровом диапазонах волн
- наблюдения околоземных объектов (астероиды и кометы)
- внегалактические Новые в туманности Андромеды (М31)
- кометы
- переменные звезды

## Основные достижения
- с 1968 года в обсерватории Балдоне было обнаружено 318 ранее неизвестных углеродных звезд (около 5 % из всех известных в настоящее время в Млечном Пути углеродных звезд), 150 переменных звезд, 70 вспышек Новых в М31, а также более 10 астероидов, включая околоземные.
- уточнение орбиты Плутона
- работа по программе СоПроГ (наблюдения кометы Галлея)
- 25500 снимков звездного неба за 40 лет работы 1.2-метровой камеры Шмидта с проницанием до 20 зв. вел.

## Адрес обсерватории
- Почтовый адрес обсерватории: Riekstukalns, Baldone, Baldones novads, Latvija, LV-2125.

## Интересные факты
- Единственная профессиональная латышская астрономическая оптическая обсерватория
- 1,2-метровая камера Шмидта — самый крупный инструмент такого типа в Прибалтике
- Максимальная экспозиция на 1,2-метровой камере Шмидта составляет всего 20 сек